# Méribel
Méribel je lyžařské středisko v údolí Tarentaise nedaleko města Moûtiers v Savojských Alpách v jihovýchodní Francii. Jméno je součástí tří vesnic (Méribel Centre, Méribel-Mottaret a Méribel Village), které stejně jako lyžařské středisko patří k obci Les Allues.

## Lyžování
V Méeribelu se lyžuje na 150 kilometrech širokých sjezdovek převážně střední obtížnosti.
Skiareál Méribel je lanovkami a sjezdovkami spojen do obrovského lyžařského areálu Les Trois Vallées s dalšími lyžařskými oblastmi Courchevel, la Tania, Val Thorens, Les Menuires, St-Martin-de-Belleville a Orelle a také lázeňským městečkem Brides les Bains. Délka všech sjezdovek dostupných na jednotnou permanentku dosahuje 360 kilometrů.

## Historie
V lyžařském středisku Méribel se konaly soutěže v alpském lyžování žen a v hale Méribel Ice Palace v Méribel-Mottaret turnaj v ledním hokeji na Zimních olympijských hrách 1992 a Zimních paralympijských hrách 1992.